# Friedensvertrag

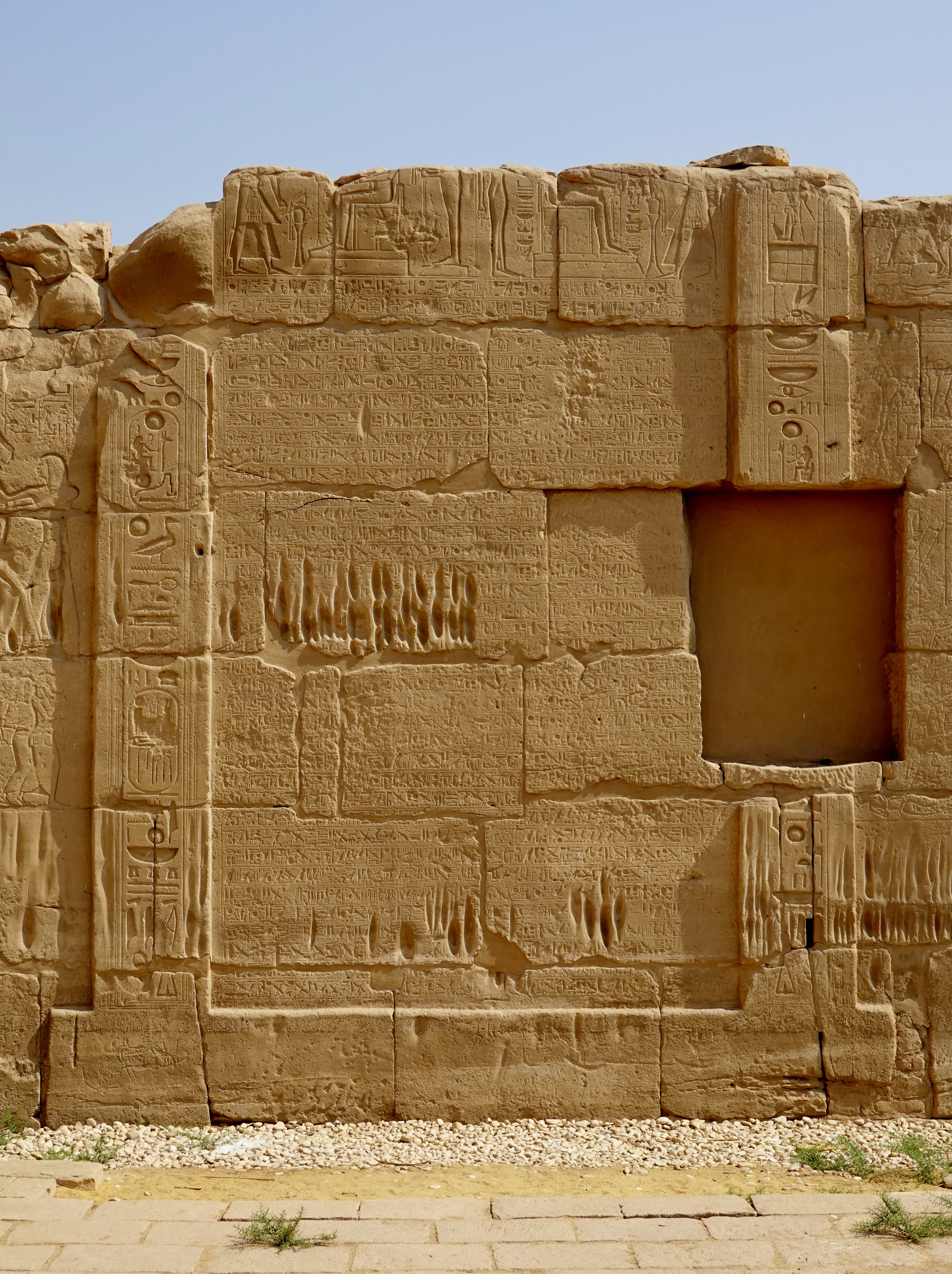
Der erste dokumentierte Friedensvertrag: hieroglyphischer Text des Vertrages zwischen Ramses II. (Ägypten) und Ḫattušili III. (Ḫatti)

Ein Friedensvertrag ist ein völkerrechtlicher Vertrag zwischen Kriegsparteien, der den Kriegszustand beendet (Frieden) und einen Friedensschluss (definitiver Friedensvertrag) oder dessen wesentliche Bedingungen vorläufig festsetzende Bestimmungen (Präliminarfrieden) enthält. Beide Arten folgen den gleichen Rechtssätzen über Form, Wirkung usw.
Im Gegensatz zum Waffenstillstand ist der Abschluss eines Friedensvertrages in der Gegenwart nur zwischen völkerrechtlich anerkannten Regierungen möglich. Wichtigste Bestandteile von Friedensverträgen sind u. a. schriftlich fixierte Regelungen zu Fragen der territorialen Souveränität und der politischen Verhältnisse, Absichtserklärungen zur künftigen Gestaltung der bi- bzw. multilateralen Beziehungen, Art und Umfang der Entschädigungsansprüche und Konsequenzen im militärischen Bereich, etwa Demobilisierung der Streitkräfte. Ein Friedensvertrag führt zum Vertragsfrieden.
Mitunter führt ein Friedensvertrag nicht zur Regelung aller strittigen Fragen. Möglicherweise gibt es eine Einigung, sie zu einem späteren Zeitpunkt zu verhandeln oder eine internationale Kommission zu berufen, die sich damit auseinandersetzt, oder bestehende internationale Organisationen einzuschalten.
Die Formulierung einzelner Bestimmungen eines Friedensvertrags kann widersprüchliche Deutungen zulassen. Manchmal ist es notwendig, Mängel an Eindeutigkeit und Klarheit in Kauf zu nehmen, damit überhaupt ein Friedensvertrag zustande kommt. Solche Pseudovereinbarungen können fundamentale Gegensätze verdecken und den Keim für zukünftige Konflikte bilden.
Wesentlich für die Vereinbarungen eines Friedensvertrages sind auch die Instrumente, die ihre Erfüllung garantieren sollen. Sie müssen wirksam sein.
Ein Friedensvertrag ist nicht obligatorisch; der Friedenszustand kann nach einem Krieg oder Waffenstillstand „auch auf andere Weise hergestellt werden. Jeder andere Vertrag kann die gleiche Wirkung haben, etwa ein Vertrag zur Aufnahme diplomatischer Beziehungen, dem nur mittelbar die Wirkung der Beendigung des Kriegszustandes zu entnehmen ist […], oder ein Vertrag über die Errichtung freundschaftlicher Beziehungen […].“

## Historische Entwicklung
Als erster dokumentierter Friedensvertrag gilt der Ägyptisch-Hethitische Friedensvertrag von 1259 v. Chr. zwischen dem ägyptischen Pharao Ramses II. und dem König Ḫattušili III. von Ḫatti. Dieser Vertrag enthielt nicht nur einen Nichtangriffspakt, sondern sogar einen Bündnisvertrag gegen Angriffe Dritter. Interessant ist, dass es zwei unterschiedliche Versionen dieses Friedensvertrags gab, eine hethitische und eine ägyptische. So konnten beide Seiten vor ihrem Volk als Sieger dastehen und ihre Ehre bewahren.
Im Altertum, im Mittelalter und später in den Beziehungen zwischen den europäischen und den mohammedanischen Staaten war es üblich, Friedensverträge auf eine bestimmte Zeit abzuschließen, was heute einem auf einen bestimmten Zeitraum abgeschlossenen Waffenstillstand gleichkommt. Derartige Abschlüsse waren aber bereits seit dem späten 19. Jahrhundert nicht mehr vom Völkerrecht gedeckt.
Im 19. Jahrhundert, als zahlreiche Kriegsereignisse mit der zunehmenden wirtschaftlichen Verflechtung von Staaten einhergingen, entwickelte sich auch der völkerrechtliche Status der Friedensverträge. Gleichzeitig war es notwendig, die zwischen den Kriegsparteien außer Kraft gesetzten bilateralen Verträge nach Beendigung der Feindseligkeiten entweder erneut in Kraft zu setzen oder neu auszuhandeln. Damit einher ging eine höher entwickelte Diplomatie, die nicht nur zum Abschluss von Friedensverträgen zur Geltung gebracht wurde.
Gegen Ende des Ersten Weltkriegs wurde in der Friedensresolution ein sogenannter Verständigungsfrieden gefordert, womit ein frei ausgehandelter Friedensvertrag gemeint war. Nachdem der Krieg jedoch bis zur klaren Niederlage der Deutschen weitergeführt worden war, musste ein Siegfrieden, also ein von den Siegermächten diktierter Friedensvertrag akzeptiert werden.
Im 21. Jahrhundert werden Kriege bisweilen ohne Friedensvertrag beendet, etwa der Irakkrieg.